# مائوگوشا بلا
مائوگوشا بلا (لهستانی: Małgosia Bela؛ زادهٔ ۶ ژوئن ۱۹۷۷) بازیگر و مدل اهل لهستان است. 
از فیلم‌ها یا برنامه‌های تلویزیونی که وی در آن نقش داشته‌است، می‌توان به بدون پنهان‌کاری، یانوشیک: روایتی واقعی، هیولاهای کراکوف، سوسپیریا و کارول: مردی که پاپ شد اشاره کرد.